# VW Волка
VW Волка (лат. VW Lupi) — одиночная переменная звезда в созвездии Волка на расстоянии приблизительно 2033 световых лет (около 623 парсеков) от Солнца. Видимая звёздная величина звезды — от +13,1m до +12,5m.

## Характеристики
VW Волка — красная пульсирующая переменная звезда типа RR Лиры (RR) спектрального класса M. Эффективная температура — около 3288 K.